# András Wimmer
András Wimmer (ur. ?, zm. 1972) – węgierski kierowca wyścigowy.

## Biografia
Był jednym z pionierów powojennego węgierskiego sportu samochodowego. Ścigał się BMW, a także samochodem „Nagy Hármas” skonstruowanym przez Ferenca Kozmę. W latach 1954–1955 zdobył mistrzostwo Węgier w klasie samochodów wyścigowych pow. 1100 cm³. W sezonach 1956–1957 był wicemistrzem w tej klasie, ulegając Tiborowi Szélesowi. Sezony 1958 i 1960 ponownie zakończył mistrzostwem w swojej klasie.